# Ordre national du Niger
Ne doit pas être confondu avec Ordre du Niger.
L'ordre national du Niger est un ordre honorifique nigérien.

## Historique
L'ordre national du Niger a été créé le 24 juillet 1961. Il s'agit de la plus grande distinction honorifique du pays.

## Composition
L'ordre comporte 3 grades et 2 dignités :

### Dignités

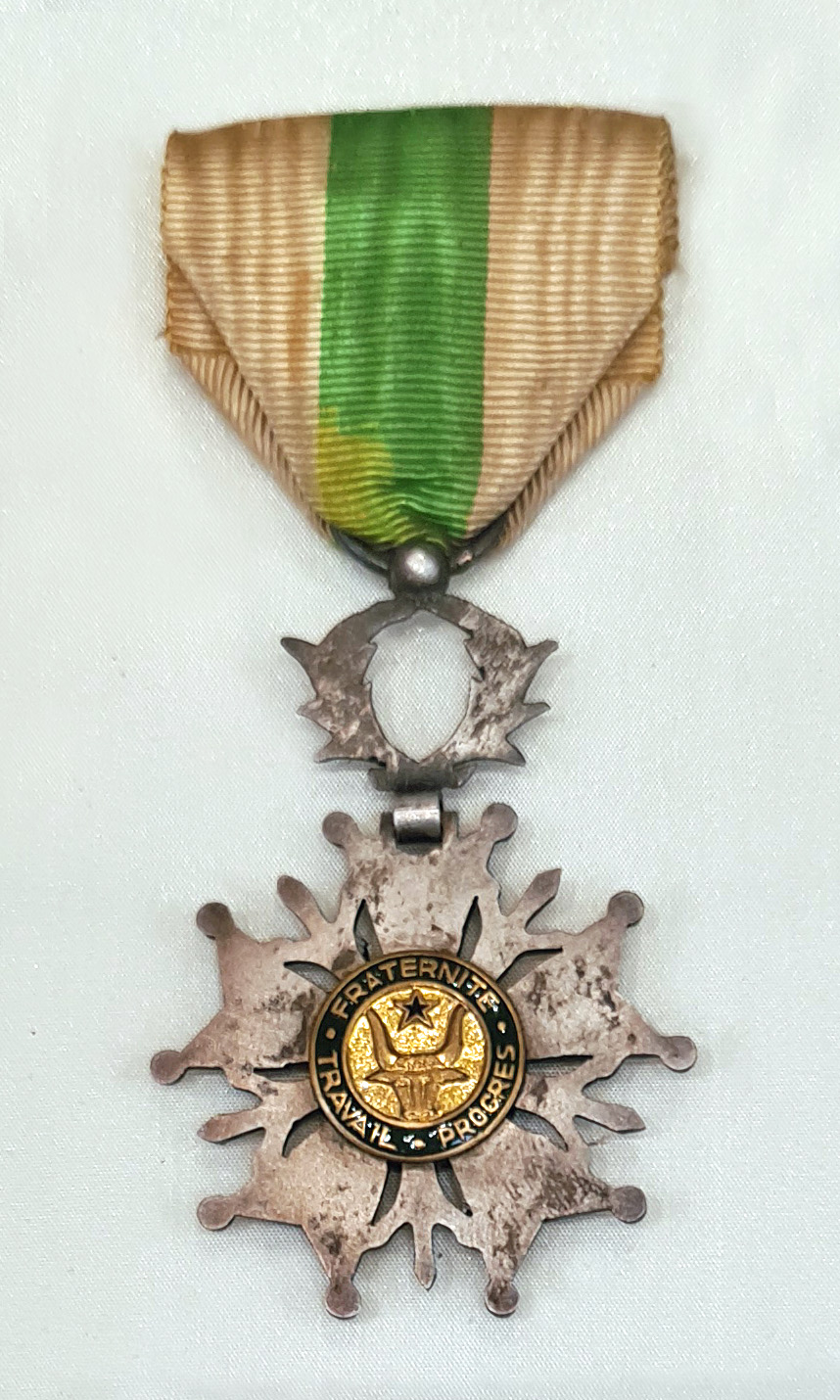
Insigne de Chevalier (revers).

- Grand Croix
- Grand Officier

### Grades
- Commandeur
- Officier
- Chevalier

## Récipiendaires notoires (sélection)

### Grand-croix
- Hima Adamou (1936–2017), journaliste et dramaturge
- Boukary Adji (1939–2018), Premier ministre
- Albert II de Monaco (* 1958), prince de Monaco
- Idrissa Arouna (de) (* 1926), Officier, homme politique et diplomate
- Mahamadou Ibrahim Bagadoma (de) (* 1961), Général
- Nouhou Bako (de) (* 1944), Officier
- Mohamadou Barazé (de) (* 1954), Officier
- Recep Tayyip Erdoğan (* 1954), Président de la Turquie
- Yayé Garba (de) (1957–2013), Officier
- Tchimadem Hadattan Sanady (* 1966), femme politique
- Haile Selassie (1892–1975), Empereur d'Abyssinie
- Mounkaïla Issa (de) (* 1955), Général et homme politique
- Mahamadou Issoufou (* 1952), homme politique, chef d'état
- Chékou Koré Lawel (de) (* 1957), Général
- Souleymane Ly (1919–1994), Pédagogue et homme politique
- Issoufou Saïdou Djermakoye (1920–2000), homme politique et diplomate
- Amadou Seyni Magagi (* 1942), Officier, homme politique et diplomate
- Boulama Manga (de) (1940–2019), Officier et homme politique
- Mohammed VI (* 1963), roi du Maroc
- Moussa Moumouni Djermakoye (de) (1944–2017), Officier et homme politique
- Harouna Niandou (de) (* 1946), Journaliste et homme politique
- Brigi Rafini (* 1953), homme politique, Premier ministre
- Illa Salifou (de) (* 1932), Diplomate
- Norodom Sihanouk (1922–2012), dirigeant du Cambodge
- Mamadou Diallo Sory (de) (1927–1996), Officier, diplomate et homme politique
- Mamadou Tandja (1938–2020), homme politique, chef d'état
- Boubacar Toumba (de) (1940–2023), Officier et homme politique

• Abdou Adamou ( *1960)
Chauffeur Nigelec retraité
Chevalier depuis 2005